# Еліас Рекайдо
Еліас Рекайдо (англ. Elias Recaido; 15 травня 1970) — філіппінський боксер, чемпіон і призер Азійських ігор.

## Аматорська кар'єра
На Азійських іграх 1990 здобув дві перемоги і програв у півфіналі, отримавши бронзову медаль в категорії до 48 кг.
На Азійських іграх 1994 здобув чотири перемоги і став чемпіоном в категорії до 51 кг.
На чемпіонаті Азії 1995 програв у першому бою.
На Олімпійських іграх 1996 здобув перемоги над Арсон Мапфумо (Зімбабве) і Ігорем Самойленко (Молдова), а у чвертьфіналі програв Маікро Ромеро (Куба).